# Вытевка

Вытевка (укр. Витівка) — село,
Кировский сельский совет,
Полтавский район,
Полтавская область,
Украина.
Код КОАТУУ — 5324081403. Население по переписи 2001 года составляло 174 человека.

## Географическое положение
Село Вытевка находится в 1-м км от правого берега реки Дедова Балка,
на расстоянии в 1 км расположены сёла Уманцевка, Гутыревка, Карпуси и Червоная Долина.
Рядом проходят автомобильная дорога М-03 и 
железная дорога, станция Платформа 303 км.